# Дизайн аквариума

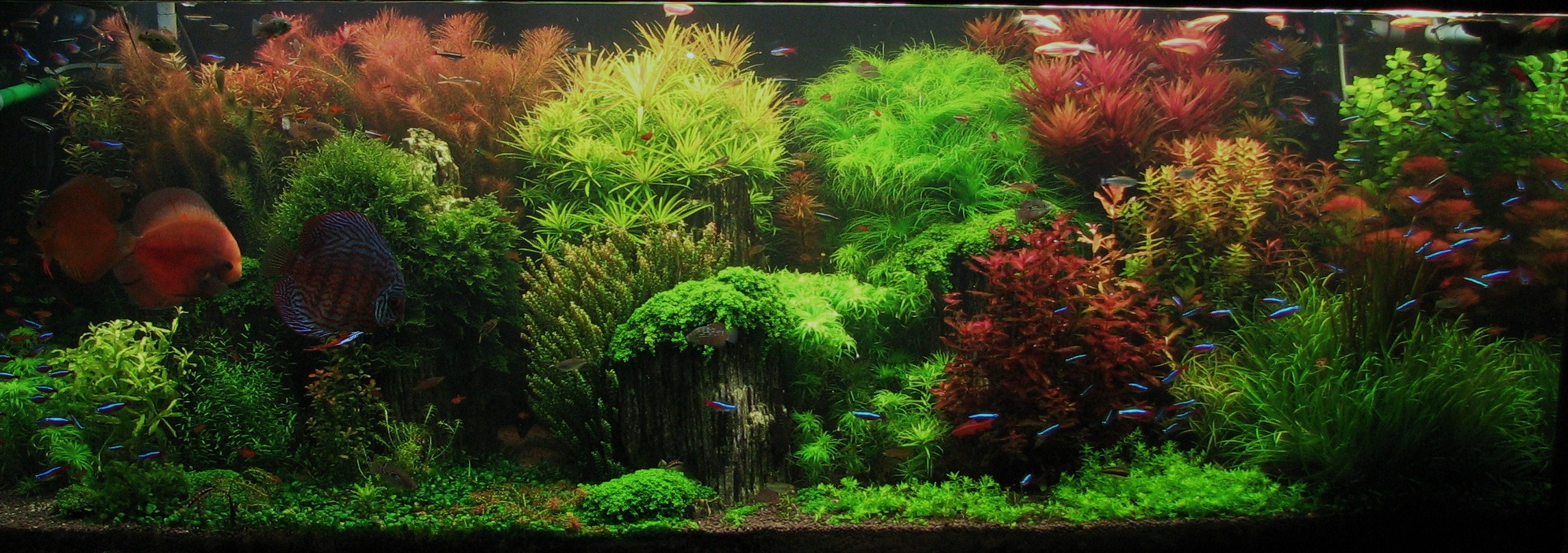
Подводный сад — голландский стиль

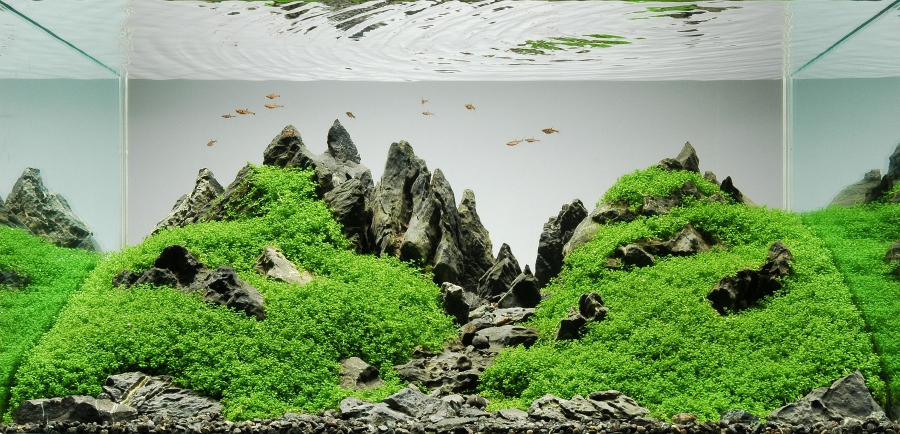
Подводный пейзаж — японский природный стиль

Дизайн аквариума, акваскейпинг (англ. aquascaping — создание водного пейзажа, ландшафта) — художественное оформление аквариумов, один из видов декоративно-прикладного искусства. Является своего рода аквариумным аналогом ландшафтного дизайна.

## Направления

### Голландский аквариум
Голландский аквариум стал широко известен миру в 1960-х годах. Ключевую роль в нём играют плотно засаженные растения, организованный комплекс которых образует подводный сад. Растения строго зонированы: разграничены как по высоте, так и по пространственному положению. Голландский стиль отличается контрастами зелёных и красных растений, а также наличием дорожки из растений («лейденской улицы»), уходящей вглубь аквариума и подчёркивающей его перспективу. Рыбы отсутствуют или находятся в ограниченном количестве. Длина аквариума в 2—3 и более раз превышает его высоту. Высота примерно равна или меньше ширины для хорошей проницаемости атмосферного кислорода в толщу воды.

### Природный аквариум
Природный аквариум имитирует в миниатюре, по принципу бонсая, какую-либо часть суши, например: горы, долины, скалы, рощи и др. Он подразумевает создание композиции, выполненной исключительно с применением натуральных материалов (камни, коряги) и живых растений. Рыбы в таком аквариуме имеют второстепенную роль, их задача лишь дополнить композицию, а не привлекать к себе внимание.
Концепция природного аквариума, получившая международное признание, выдвинута японским фотографом и дизайнером Такаси Амано. Благодаря его многочисленным книгам, это направление аквадизайна получило распространение с 1994 года.
Стили природного аквариума:
Ивагуми (яп. 岩組) или исигуми (яп. 石組) — ландшафт природного аквариума, главными элементами композиции которого являются камни.
Рёбоку (яп. 流木) — в композиции ключевую роль играют коряги.
Ваби-куса (яп. 佗び草, Моховая кочка) — предполагает наличие в композиции подводной и надводной частей. Он имитирует плавучий остров или кочку. Подводная и надводная часть композиции могут быть не связаны друг с другом, но при этом стилистически являются продолжением одна другой.

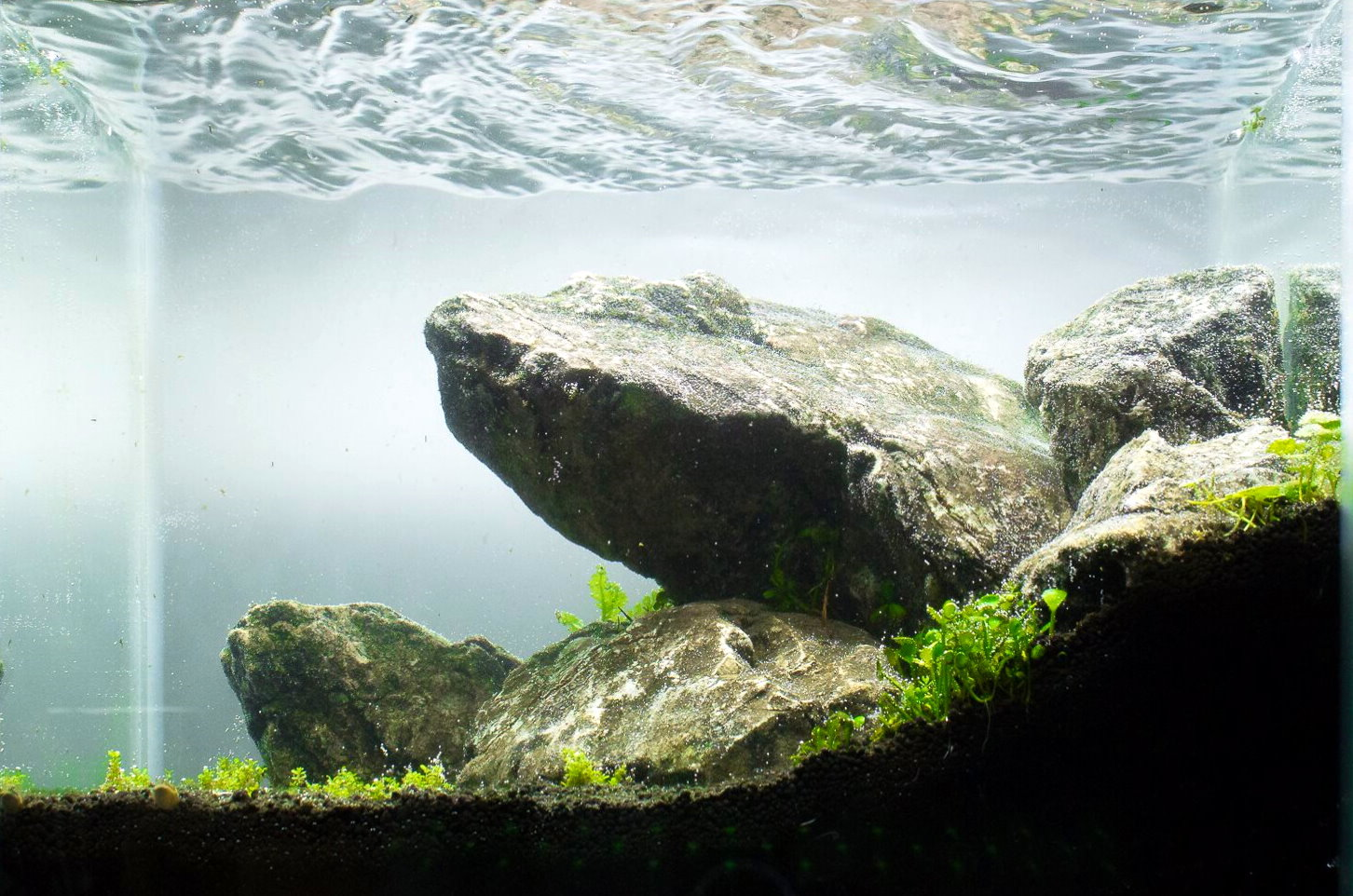
Ивагуми-стиль

Дзэн-сад — предполагает устройство аквариума в соответствии с философией дзэн-буддизма. Цель таких аквариумов — создание атмосферы умиротворения и спокойствия.

### Псевдоморе
Пресноводный аквариум, имитирующий морской. В его оформлении используется коралловая крошка, искусственные кораллы и морские раковины. Заселяется аквариум яркими рыбками. Подсветка синего цвета, чтобы сымитировать морской подводный ландшафт и пейзаж.

## Оборудование
Оборудование для акваскейпинга аналогично набору обычного аквариумиста, но для фотосинтеза растений выдвигаются повышенные требования к освещению и наличию углекислого газа в воде. Так же для хорошего роста растениям требуется внесение удобрений. Виды оборудования:
- Система освещения. Лампы дневного света, LED-светильники, декоративные светящиеся шары и др.[5].
- Система фильтрации. Наружные, внутренние фильтры с различным фильтрующим материалом (синтепон, активированный уголь, специальные микроорганизмы для биофильтрации и т. д.).
- Система подачи углекислого газа[источник не указан 4280 дней] (баллоны со сжатым газом, системы основанные на брожении или на хим. реакциях, шипучие таблетки).
- Система регулирования температуры воды (обогреватели, кулеры).

Элементы декора: фон в виде наклеиваемой плёнки на заднее и иногда на боковые стёкла аквариума; внутренний фон, устанавливаемый в аквариум к его задней стенке; камни, гроты, коряги; фигурки замков, затопленных кораблей, водолазов и др.; декоративный грунт, аэрация воды (струящиеся вверх пузырьки воздуха), искусственные растения, декоративное освещение.